# Reichweiler
Reichweiler ist eine Ortsgemeinde im Landkreis Kusel in Rheinland-Pfalz. Sie gehört der Verbandsgemeinde Kusel-Altenglan an.

## Geographie
Reichweiler liegt am Fuße der preußischen Berge im Westrich an der Grenze zum Saarland. Nachbargemeinden sind Eckersweiler, Herchweiler und Pfeffelbach sowie die Ortschaft Schwarzerden im benachbarten Saarland.

## Geschichte
Die erste urkundliche Erwähnung erfolgte 1273, als Gräfin Elisabeth von Blieskastel und Bitsch, die Tochter des letzten Grafen von Blieskastel, das Dorf dem Kloster Wörschweiler schenkte. Nach der Aufhebung des Klosters im Jahre 1559 fiel der Ort an das Oberamt Lichtenberg des Herzogtums Pfalz-Zweibrücken.
Die Inbesitznahme des Linken Rheinufers durch französische Revolutionstruppen beendete die alte Ordnung. Der Ort wurde von 1798 bis 1814 Teil der Französischen Republik (bis 1804) und anschließend des Französischen Kaiserreichs. Reichweiler wurde der Mairie Burglichtenberg des Kantons Kusel im Arrondissement Birkenfeld des Saardepartements zugeordnet. Nach der Niederlage Napoleons und den Vereinbarungen, die auf dem Wiener Kongress getroffenen wurden, kam Reichweiler im Jahr 1816 zum Fürstentum Lichtenberg, einer neugeschaffenen Exklave des Herzogtums Sachsen-Coburg-Saalfeld beziehungsweise ab 1826 des Herzogtums Sachsen-Coburg und Gotha. Mit diesem fiel es 1834 an Preußen, das aus diesem Gebiet den Kreis St. Wendel schuf. Nach der Abtrennung des Hauptteils an das neugeschaffene Saargebiet entstand 1920 der Restkreis Sankt Wendel-Baumholder, zu dem der Ort bis 1937 gehörte, als er in den Kreis Birkenfeld eingegliedert wurde. 1969 wurde er in den Landkreis Kusel umgegliedert.

## Politik

### Bürgermeister
Dennis Müller wurde 2024 Ortsbürgermeister von Reichweiler.
Sein Vorgänger war Eric Tuerlings (parteilos) seit Oktober 2021. Bei der Direktwahl am 26. September 2021 war der Niederländer gewählt worden.
Der Vorgänger von Tuerlings, Karsten Becker, hatte das Amt am 13. Juni 2014 angetreten. Bei der Direktwahl am 26. Mai 2019 wurde er für weitere fünf Jahre in seinem Amt bestätigt. Im Juli 2021 legte er sein Amt jedoch aus privaten Gründen nieder, wodurch eine Neuwahl erforderlich wurde. Beckers Vorgänger Bernd Hoffmann hatte das Amt 25 Jahre ausgeübt.

### Wappen
Die Blasonierung des Wappens lautet: „Von Silber und Rot geteilt, oben ein wachsender, rotbewehrter und -bezungter, blauer Löwe, unten eine runde, goldene Scheibe, darin ein schwarzer Dolch über einem Paar schwarzer Stierhörner.“

## Kultur und Sehenswürdigkeiten
An der Grenze zu Schwarzerden ist das Mithras-Denkmal zu sehen.

## Wirtschaft und Infrastruktur

### Verkehr
Im Süden befindet sich die Bundesautobahn 62. Im Ort gibt es zu dieser eine Anschlussstelle.

### Telekommunikation
Auf dem Kleinen Keufelskopf (49° 33′ 10,5″ N, 7° 17′ 59,6″ O) befindet sich ein 137 Meter hoher Fernmeldeturm der Deutschen Telekom AG, der wie der unweit gelegene Fernmeldeturm Bornberg ein Typenturm vom Typ FMT 16 ist. Der Fernmeldeturm wird von der Telekom-Tochter Deutsche Funkturm betrieben.

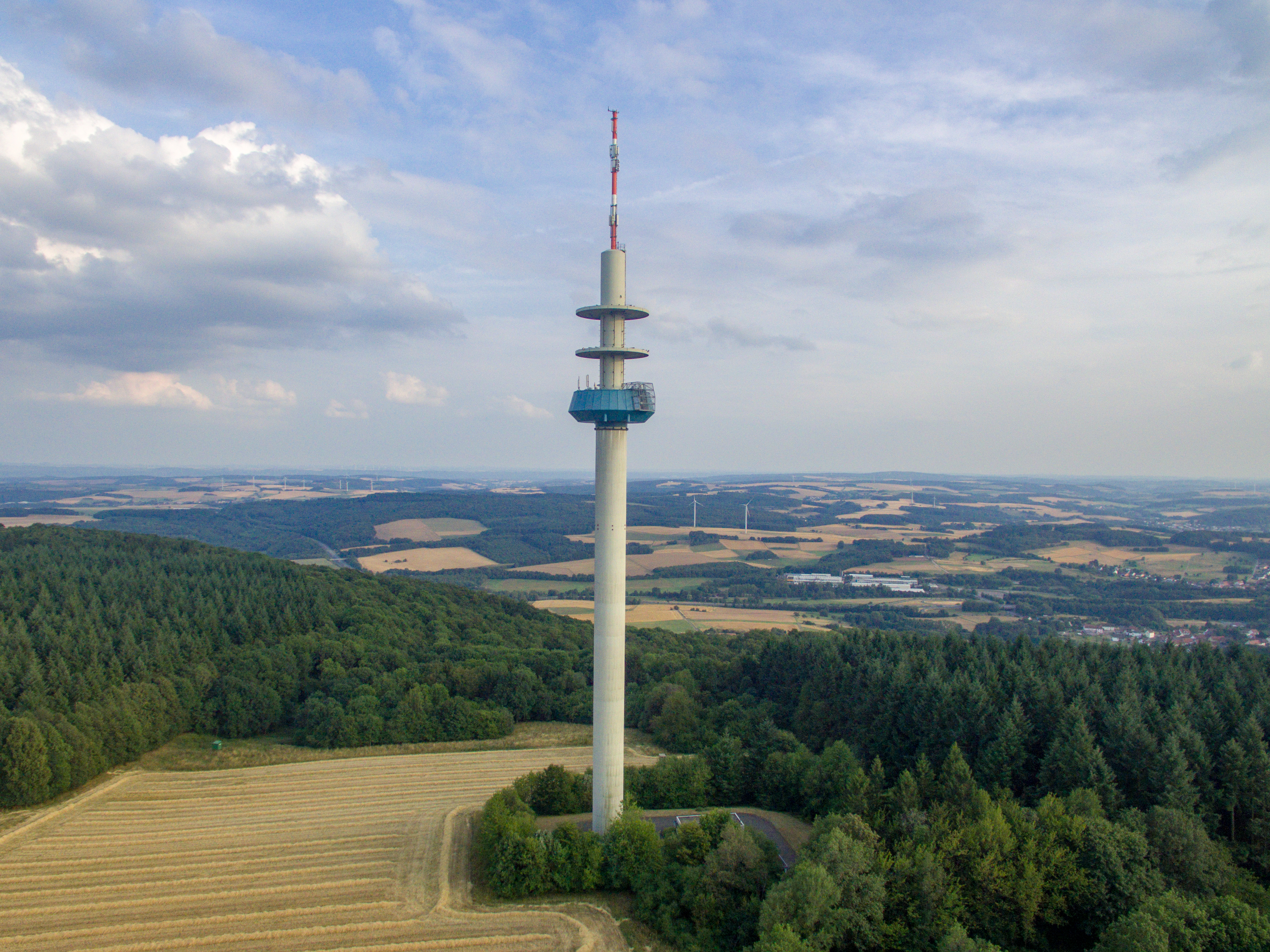
Fernmeldeturm Reichweiler